# Genevieve Nnaji
Genevieve Nnaji (Imo, 3 de maio de 1979) é uma atriz, modelo e cantora nigeriana.

## História
Nnaji cresceu em Lagos, Nigéria. É a quarta de oito filhos, tendo sempre pertencido à classe média de seu país. Seu pai era engenheiro e sua mãe, professora. Frequentou um colégio feminino metodista, até ingressar na Universidade de Lagos, onde começou sua carreira em projetos de Nollywood.